# 塔潘齊大橋
塔潘齊大橋（英語：Tappan Zee Bridge），是美国纽约州歷史上的一座横跨哈德逊河的悬臂桥。它建于1952年至1955年期間。1955年12月14日，塔潘齊大橋正式开通。  塔潘齊大橋是纽约州高速公路的一部分。
2013年，联邦和州政府決定建造一座新的桥梁來代替塔潘齊大橋。 2017 年10月6日，新桥（马里奥·库默州长大桥）開通，老桥開始拆除。2019年1月15日，老桥东半部被拆除。2019年5月，老橋西半部被驳船运走。 